# كلبرة بستة
كَلُبرة بَستة (والمعروفة أيضًا باسم حرمة أو أُرمة في البوسنة والهرسك، وصربيا)، وهي حلوى تركية ذات أشكال مختلفة إذ أنها لا تصنع بواسطة قوالب، فبعضها يكون مربعًا والبعض الاخر بيضويًا. وهي من الحلويات المفضلة التي تُعد خلال الأعياد الإسلامية مثل عيد الفطر وعيد الأضحى.